# Lenguas de Camerún

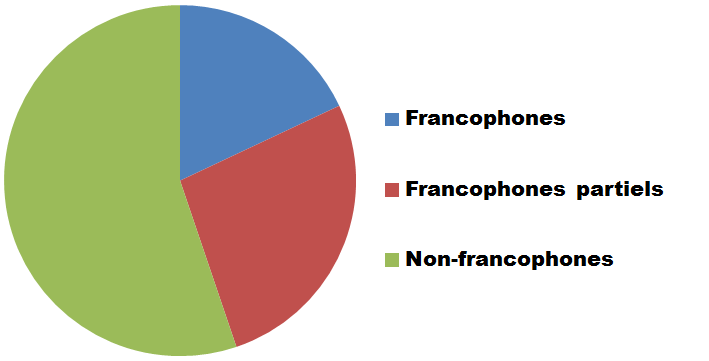
El conocimiento de la lengua francesa en Camerún en 2005 según la OIF. En 2005 el 18% de la población de eran francófonos "verdaderos", mientras que el 26,8% eran francófonos "parciales". La lengua francesa es cada vez más hablada en Camerún. En 2010 más del 60% de los cameruneses podían escribir en francés y más de 80 % podán hablar el idioma. En la ciudad más grande, Douala, el 99 % de la población habla francés.

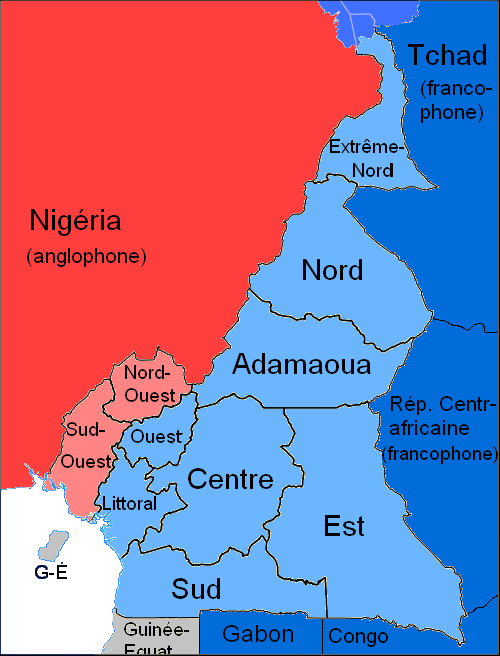
Mapa lingüístico de Camerún. Azul: los países y regiones de habla francesa; Rojo: países y regiones de habla inglesa, gris: país hispanohablante.

En Camerún se hablan unas 230 lenguas. Estas incluyen 55 lenguas afroasiáticas, dos lenguas nilo-saharianas y 173 lenguas nigerocongolesas.

## Francés e inglés en Camerún
El francés y el inglés son lenguas oficiales, siendo una herencia del antiguo Camerún colonial, ya que casi todo el actual territorio camerunés fue una colonia de Francia, y una porción fue una colonia del Reino Unido (el oeste semicircundado por Nigeria), entre 1916 y 1960. Cabe señalar que no hay ninguna presencia efectiva de la lengua alemana a pesar de algunos esfuerzos de promoción por parte de Alemania, país que ocupó colonialmente todo Camerún por algunas décadas hasta la Primera Guerra Mundial. Si bien, el alemán ha crecido en número de alumnos y hablantes como lengua extranjera en la última década, con 229 200 alumnos de diferentes niveles en 2020.
Si bien el país pretende el bilingüismo pocos cameruneses hablan tanto francés como inglés y la mayoría no habla ninguna de las dos lenguas. El gobierno ha abierto abundantes escuelas bilingües en un esfuerzo por enseñar uniformemente ambas lenguas. Camerún pertenece tanto a la Francofonía como a la Commonwealth.
La lengua francesa va teniendo más hablantes en Camerún, más de la mitad de la población la usa en forma escrita o hablada (la mayoría de los cuales como segunda lengua), aunque con diferentes niveles de dominio. Más del 60 % de los cameruneses pueden escribir en francés y más del 80 % pueden hablar francés (En el año 2010). En Douala y Yaundé, las ciudades más pobladas e importantes, el 99 % de los cameruneses habla francés.
La mayoría de los habitantes de la zona anglófona del noroeste y del suroeste del país hablan como lengua franca inglés de Camerún a modo de lengua vehicular. En el norte el fula también realiza una función similar y en la mayor parte de la provincia central del país, la sur y la este se emplea el ewondo.
Por otro lado existe el Camfranglais (o Franglais) como una forma de comunicación relativamente nueva que se usa en zonas urbanas emergentes y en aquellos lugares en los que francófonos y anglófonos se encuentran e interactúan. Esta lengua híbrida ha sido empleada por cantantes, lo que ha aumentado su prestigio y popularidad.

## Lenguas autóctonas de Camerún
Existen pocas obras literarias, programación televisiva o emisiones radiofónicas en las lenguas nativas de Camerún, pese a ello muchas de estas lenguas tienen alfabetos u otros sistemas de escritura, muchos de ellos desarrollados por los misioneros cristianos del SIL International (llamado en español, Instituto Lingüístico de Verano - ILV) que tradujeron la Biblia, himnos litúrgicos y otros materiales a las lenguas nativas del país.
Igualmente a finales de la década de 1970 se desarrolló un Alfabeto general para las lenguas de Camerún como sistema válido para todas las lenguas de Camerún. El sultán Njoya Ibrahima desarrolló una escritura para el idioma bamum.